# Айо, Морис

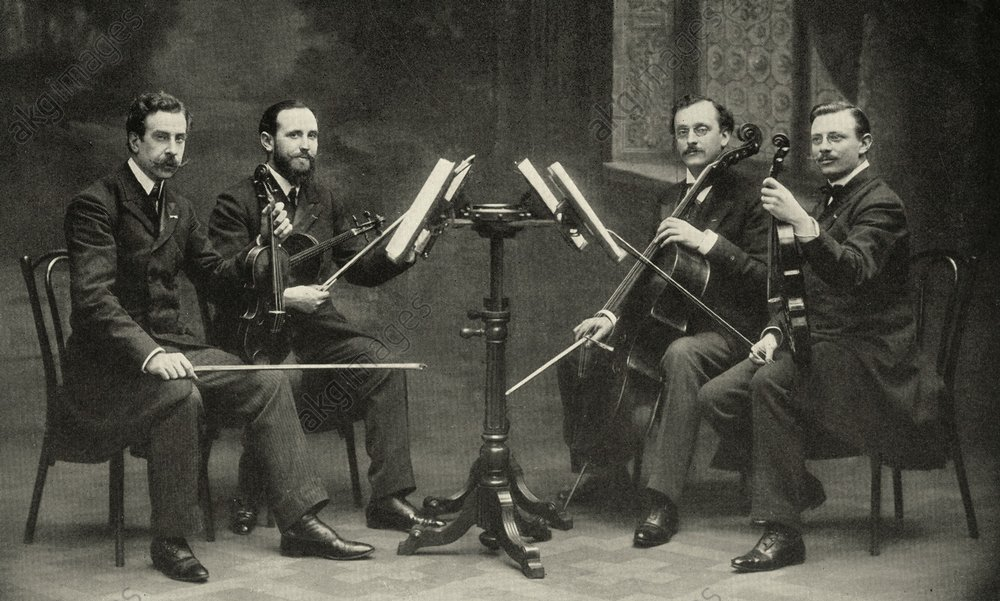
Квартет Айо (1904): Айо, Фермен Туш, Жозеф Сальмон и Фредерик Денайе

Морис Эжен Айо (фр. Maurice Eugène Hayot; 11 августа 1862, Провен — 17 октября 1945, Монморанси) — французский скрипач.

## Биография
Окончил Парижскую консерваторию (1883), ученик Ламбера Массара. В 1894—1896 гг. преподавал там же, но отказался от педагогической работы, чтобы полностью сосредоточиться на исполнительской карьере.
Некоторое время играл вторую скрипку в струнном квартете Мартена Марсика. Затем возглавлял собственный квартет, выступал с ним в нескольких европейских странах (в разное время в составе квартета играли Гюстав Тинло, Фирмен Туш, Теофиль Лафорж, Жозеф Сальмон и Фредерик Денайе). Играл также в составе фортепианного трио с Камилем Шевийяром и Жозефом Сальмоном (с 1895 г.) и с Марселем Чампи и Андре Эккингом (с 1919 г.). В 1907 г. вместе с Маргерит Ассельман исполнял произведения Габриэля Форе на торжественном ужине в честь композитора, организованном Марселем Прустом. Выступал также вместе с Маргерит Лонг (концерт 1908 г. с сонатами Бетховена, Франка и Форе вызвал восторженные отзывы критики), Джордже Энеску и др. Карл Флеш называл Айо «наивысшим представителем благородной французской скрипичной традиции на рубеже столетий», восхищаясь особенно его игрой в квартетах Моцарта, однако полагал, что богемный образ жизни помешал ему сделать полномасштабную карьеру.
Автор учебника «Принципы скрипичной техники» (фр. Principes de la technique du violon; 1929, переиздание 1953).